# Anne-Marie et Antoinette de Caunes
Pour les autres membres de la famille, voir famille de Caunes.
Anne-Marie de Caunes, en religion sœur Didier (1910-2007), et Antoinette de Caunes, en religion sœur Claire (1905-1997), sont deux religieuses françaises de l'ordre de Sainte-Ursule. Enseignantes en Belgique, réfugiées en France pendant la Seconde Guerre mondiale, elles ont accueilli et protégé une quarantaine d'enfants juifs. Elles sont reconnues « Justes parmi les nations ».

## Biographie

### Religieuses, enseignantes
Anne-Marie de Caunes est née en 1910. Elle devient religieuse ursuline sous le nom de sœur Didier, et exerce comme éducatrice à Heverlee en Belgique, dans un centre médico-pédagogique,.
Antoinette de Caunes devient elle aussi religieuse ursuline ; elle prend le nom de sœur Claire. Elle est institutrice dans un institut familial,.

### Seconde Guerre mondiale, installation à Auvillar
Pendant la Seconde Guerre mondiale, devant l'avancée allemande qui envahit la Belgique et la France, les deux religieuses se réfugient avec leur communauté dans le sud de la France, en Tarn-et-Garonne. Mgr Pierre-Marie Théas, évêque de Montauban, les accueille et met à leur disposition un couvent inoccupé, à Auvillar. Les religieuses ursulines s'y installent et s'occupent d'handicapés, et aident les personnes dans le besoin. Leur action suscite l'admiration de la population.

### Accueil des enfants juifs
Sous l'impulsion de Mère Marie Placide, leur supérieure, elles accueillent également une quarantaine de jeunes Juifs, qui sont en majorité des enfants de réfugiés allemands. Elles les hébergent volontiers, malgré les risques, pris notamment par sœur Didier et sœur Claire. Tout en les nourrissant, elles leur facilitent le respect de leurs préceptes alimentaires.
Aucun des enfants juifs protégés par les religieuses n'a été pris par les Allemands, malgré plusieurs fouilles effectuées. Plusieurs de ces enfants sont envoyés par des filières vers l'Espagne ou vers la Suisse.
L'institut Yad Vashem reconnaît Anne-Marie de Caunes (sœur Didier) et Antoinette de Caunes (sœur Claire) comme Justes parmi les nations, le 10 juin 1982.